# A bíró (film, 2014)
A bíró (eredeti cím: The Judge) 2014-ben bemutatott amerikai filmdráma, melyet David Dobkin rendezett. A főszereplők Robert Downey Jr., Robert Duvall, Vera Farmiga, Vincent D’Onofrio, Dax Shepard, Jeremy Strong, Sarah Lancaster és Billy Bob Thornton.
2014. október 10-én mutatták be az Amerikai Egyesült Államokban, Magyarországon pedig október 23-án az InterCom Zrt. forgalmazásában.
A film vegyes kritikákat kapott a kritikusoktól. Az értékelők dicsérték Downey és Duvall filmbeli teljesítményét, viszont kritizálták a történet sablonos jellegét. A Metacritic oldalán a film 39 értékelőtől átlagosan 48 pontot kapott az elérhető százból. A Rotten Tomatoeson A bíró 46%-os minősítést kapott, 170 értékelés alapján.
A Team Downey-nak ez volt az első filmje. A céget Robert Downey Jr. és felesége, Susan Downey alapította.

## Cselekmény
A sikeres nagyvárosi jogász, Hank Palmer (Robert Downey Jr.) az édesanyja halála miatt kénytelen hazautazni, és egy kis időt együtt tölteni apjával, Joseph Palmer bíróval (Robert Duvall), ami nem egyszerű, mert az öreg halálos beteg, kiállhatatlanul viselkedik és ráadásul gyilkossággal gyanúsítják. Hank egyre több időt tölt abban a házban, ahol felnőtt, és napról-napra jobban megérti, hogy miért kellett innen megszöknie örökre. Hosszú idő elteltével mégis felébred benne a szülei iránti szeretet, melyet igyekezett elfelejteni.

## Szereplők
| Szerep                | Színész            | Magyar hang      |
| --------------------- | ------------------ | ---------------- |
| Henry „Hank” Palmer   | Robert Downey Jr.  | Stohl András     |
| Joseph Palmer bíró    | Robert Duvall      | Fodor Tamás      |
| Glen Palmer           | Vincent D’Onofrio  | Berzsenyi Zoltán |
| Dale Palmer           | Jeremy Strong      | Markovics Tamás  |
| Dwight Dickham        | Billy Bob Thornton | Laklóth Aladár   |
| Carla Powell          | Leighton Meester   | Csuha Borbála    |
| Samantha „Sam” Powell | Vera Farmiga       | Pápai Erika      |
| C.P. Kennedy          | Dax Shepard        | Moser Károly     |
| Warren bíró           | Ken Howard         | Ujréti László    |
| Morris doktor         | Denis O’Hare       | Tarján Péter     |

További magyar hangok: Szűcs Anna Viola, Szatory Dávid, Horváth-Töreki Gergely, Vass Gábor, Bókai Mária, Bolla Róbert, Ősi Ildikó, Gacsal Ádám, Czető Roland, Szkárosi Márk, Várkonyi Andrea, Szabó Endre, Sarádi Zsolt, Presits Tamás, Márkus Sándor, Mesterházy Gyula, Kiss László, Kapácsy Miklós, Kisfalusi Lehel, Király Adrián, Honti Molnár Gábor, Grúber Zita, Farkas Zita, Czifra Krisztina, Dóka Andrea